# Sesto San Giovanni
Sesto San Giovanni – miasto i gmina w północnych Włoszech (Lombardia). Sesto S.G. znajduje się w aglomeracji Mediolanu.
Duży ośrodek przemysłowy kraju. Przemysł: metalurgiczny (hutnictwo żelaza), środków transportu (samoloty, ciągniki, motocykle, wagony kolejowe), maszynowy, elektrotechniczny, metalowy, chemiczny, farmaceutyczny, włókienniczy, poligraficzny, papierniczy. W mieście siedzibę ma Campari Group, jeden z czołowych światowych producentów napojów alkoholowych.
Według danych na rok 2004 gminę zamieszkiwało 75 421 osób.

## Współpraca
- Saint-Denis
- Zlin, Czechy
- Santo André, Brazylia
- Terlizzi, Włochy
- Goražde, Bośnia i Hercegowina